# Democide
Democide is moord door een overheid op een groep of persoon die hiertoe behoort en die beantwoorden aan eenzelfde sociaal, cultureel, economisch, nationaal, regionaal, etnisch, genetisch, raciaal, filosofisch, maatschappelijk, politiek, religieus of professioneel kenmerk, volgens een veelheid van directe en indirecte methoden die als eindeffect namelijk de vernietiging van deze groep ressorteren. Het
concept democide komt uit de politicologie en werd voor het eerst geformuleerd door Rudolph Joseph Rummel. Het is een verzamelbegrip voor de concepten genocide, politicide, holocaust, hekatombe en massamoord. 

## Definitie
Het woord is samengesteld uit het Griekse woord demos, dat 'volk' of 'bevolking' betekent, en het Latijnse woord occidere, wat 'doden' of 'moorden' betekent.
Op zichzelf duiden de deelbegrippen slechts één of meerdere methoden aan. Zo verwijst de definitie van genocide naar een nationaal, etnisch, raciaal of religieuze groep, of wie hiertoe behoort. Andere kenmerken, zoals sociale klasse, politieke overtuiging of maatschappelijke status, vallen buiten de definitie. Daarvoor bestaat het begrip politicide. Massamoord verwijst dan weer naar een methodiek. Het begrip democide wil op uitvoerige wijze elke vorm van moord, gepleegd door een overheid, in kaart brengen.
Rummel ziet drie noodzakelijke voorwaarden, opdat democide kan plaatsvinden:
- haat: een langdurig conflict tussen groepen moet bestaan
- overheid: enkel dit orgaan beschikt over de noodzakelijke middelen om tot dergelijke grootschalige en efficiënte massavernietiging over te gaan.
- ontwapening van de burgerbevolking: de drastische inperking van het vrije wapenbezit onder het mom van de openbare orde komt neer op het wegnemen van het enige efficiënte middel van verzet voor de burgerbevolking.

## Kenmerken
De volgende kenmerken zijn wezenlijk:
- een moord: Moord is niet eenvoudigweg het doden van een mens, wat homicide in zijn brede betekenis is. Het is het onrechtmatig doden van een mens, en bevat een element van kwade trouw want het is een bewuste handeling in hoofde van de moordenaar. In deze optiek valt moord samen met homicide, in zijn enge betekenis. Indien de onrechtmatigheid ontbreekt, bijvoorbeeld wettige zelfverdediging, of de bewuste intentie van de daad, zoals het doden van een persoon als gevolg van een verkeersongeval, is er geen sprake van moord maar van doodslag. Alle rechtstelsels in tijd en ruimte hebben moord dan ook als een zeer zwaar vergrijp beschouwd, dat met de zwaarste straf werd gestraft.

- uitgaande van de overheid: De overheid is een georganiseerd, systematisch en collectief orgaan, dat binnen de samenleving macht uitoefent. Het is te onderscheiden van een individu of een groep van individuen, die sporadisch geweld gebruiken om maatschappelijke veranderingen te forceren.

- op een groep, of een lid van een groep, die beantwoordt aan, minstens, één gemeenschappelijk kenmerk: Hier behoren niet alleen klassieke kenmerken zoals raciale afstamming of religieuze overtuiging toe. Alle kenmerken die binnen een steeds gediversifieerde maatschappij dienen tot sociale identificatie van een groep van personen komen in aanmerking.

- volgens een veelheid aan methoden en technieken: Een individuele moord is niet efficiënt om grote groepen van mensen met eenzelfde kenmerk te vernietigen. Massamoord is daarvoor veel efficiënter. Maar daarvoor is voorafgaande planning noodzakelijk. De methode van moord kan alles zijn, wat dit resultaat oplevert. Het tapijtbombarderen van een stad, het verspreiden van een biologisch virus, chemische of atomische wapens, of andere massavernietigingswapens. Maar evenzeer het vernietigen of vergiftigen van bronnen, elektriciteitscentrales, oogsten, voedselvoorraden, zijn technieken die hiervoor aangewend worden. Deze zijn voor de waarnemer niet altijd als dusdanig te herkennen, maar hun effect is zeker. De technieken moeten niet steeds tastbaar zijn, of ingrijpen of de fysieke integriteit van de groep. Ook door middel van beroepsverboden, intimidatie en dergelijke kan men hetzelfde effect bekomen. Zo kan het beïnvloeden van de levensomstandigheden van een groep feitelijk de vernietiging van de groep veroorzaken.

- met de bedoeling deze groep volledig of gedeeltelijk, direct of indirect te vernietigen: Door een deel van een groep mensen te vernietigen, kan de machtsfactor van de ganse groep ernstig worden beperkt. Daarom moet er niet steeds een totale vernietiging zijn. Ook het aspect tijd is belangrijk. Zo kan de gedwongen sterilisatie van alle mannelijke leden van de groep op het eerste gezicht misschien als minder erg voorkomen, het gevolg op lange termijn is het verdwijnen van de ganse groep.

## Lijst
Een historisch voorbeeld van democide is Mao's Grote Sprong Voorwaarts. Deze Culturele Revolutie veroorzaakte massale hongersnood en kostte vele tientallen miljoenen Chinezen het leven. Omdat deze niet gericht was tegen een bepaalde nationale, etnische of religieuze groep, kon dit niet als genocide worden geclassificeerd. Ook de Cambodjaanse Killing Fields kunnen als democide worden gezien, evenals het systematisch uithongeren van grote delen van de Russische bevolking door Lenin en Stalin.
In het boek Death by Government (Dood door de Overheid) uit 1994 schat Rummel dat 302 miljoen mensen het slachtoffer waren van democide. Na verder onderzoek heeft hij dit cijfer bijgesteld tot 395 miljoen slachtoffers.
Het gros daarvan heeft plaatsgevonden in de 20e eeuw, 169 miljoen slachtoffers. Hiervan zijn 138 miljoen doden veroorzaakt door totalitaire regimes zoals Maoïstisch China, Communistisch Rusland en nazi-Duitsland. 28 miljoen doden zijn veroorzaakt door allerhande autoritaire regimes en 2 miljoen in democratieën. Hij heeft dit getal recentelijk bijgesteld tot 262 miljoen.
Rummel schat verder dat in de eeuwen voordien 133 miljoen mensen het slachtoffer werden van democide. Hij verwijst naar Chinese en Mongoolse heersers, de gevolgen van de slavenhandel in Afrika en het Midden-Oosten, de dood van de Amerikaanse indianen door Europese kolonialisten, de decimering van de burgerbevolking tijdens de Dertigjarige Oorlog (1618-1648) en de veelvuldige conflicten in China vanaf de 13e tot de 19e eeuw.
Overigens is een veelgehoorde kritiek dat Rummels slachtofferaantallen vaak hoger zijn dan ze in werkelijkheid geweest zijn, voornamelijk bij communistische regimes.
| Democides in de 20e eeuw (min. 1.000.000) volgens Rummel |                                       |                        |              |
| Rang                                                     | Overheid en type                      | Periode                | Slachtoffers |
| 1                                                        | China (maoïstisch)                    | 1949–1987              | 77.277.000   |
| 2                                                        | Sovjet-Unie (communistisch)           | 1917–1987              | 61.911.000   |
| 3                                                        | Div. landen (kolonialistisch)         | 1900–onafhankelijkheid | 50.000.000   |
| 4                                                        | Duitsland (nationaalsocialistisch)    | 1933–1945              | 20.946.000   |
| 5                                                        | China (nationalistisch)               | 1928–1949              | 10.075.000   |
| 6                                                        | Congo Vrijstaat (kolonialistisch)     | 1885–1908              | 10.000.000   |
| 7                                                        | Japan (imperialistisch)               | 1936–1945              | 5.964.000    |
| 8                                                        | China in het Tijdperk der Krijgsheren | 1923–1949              | 3.465.000    |
| 9                                                        | Cambodja (communistisch)              | 1975–1979              | 2.035.000    |
| 10                                                       | Ottomaanse Rijk (Armeense genocide)   | 1909–1918              | 1.883.000    |
| 11                                                       | Vietnam (communistisch)               | 1945–1987              | 1.670.000    |
| 12                                                       | Polen (communistisch)                 | 1945–1948              | 1.585.000    |
| 13                                                       | Noord-Korea (communistisch)           | 1948–1987              | 1.563.000    |
| 14                                                       | Pakistan                              | 1958–1987              | 1.503.000    |
| 15                                                       | Mexico                                | 1900–1920              | 1.417.000    |
| 16                                                       | Joegoslavië (communistisch)           | 1944–1987              | 1.072.000    |
| 17                                                       | Keizerrijk Rusland onder Nicolaas II  | 1900–1917              | 1.066.000    |

## Kritiek
Kritiek op Rummels theorie richt zich, naast het feit dat hij bij het berekenen van slachtofferaantallen vaak op hogere resultaten uitkomt dan andere onderzoekers die dergelijke slachtpartijen bestudeerd hebben, op het feit dat hij het begrip overheid vaak erg los definieert. Wanneer in een land een centraal gezag ontbreekt, er sprake is van warlordisme, anarchie of een andere chaotische situatie, rekent Rummel vaak elk slachtoffer dat is gedood door een van de opererende gewapende groepen als gedood door een 'overheid', terwijl het volgens critici beter beargumenteerbaar is dat slachtoffers in een dergelijke situatie juist vallen wegens gebrek aan overheid. Ook is Rummel wel bekritiseerd wegens politieke vooringenomenheid, en het feit dat hij zijn theorieën over democide vooral heeft ontwikkeld om zijn eigen opvattingen over libertarisme, het recht op het dragen van vuurwapens en de theorie van de democratische vrede te promoten.